# Alta Argóvia (distrito administrativo)
Alta Argóvia (em alemão: Oberaargau; em francês: Haute-Argovie) é um distrito administrativo da Suíça, localizado no cantão de Berna. Tem 331,04 km² de área e sua população em 2019 foi estimada em 82.061 habitantes. Sua sede é a comuna de Wangen an der Aare.

## Comunas
Alta Argóvia está composto por um total de 44 comunas:
| Brasão                   | Comuna                   | População (31 de dezembro de 2019) | Área em km² |
| ------------------------ | ------------------------ | ---------------------------------- | ----------- |
| Aarwangen                | Aarwangen                | 4 408                              | 9.87        |
| Attiswil                 | Attiswil                 | 1 407                              | 7.64        |
| Auswil                   | Auswil                   | 471                                | 4.65        |
| Bannwil                  | Bannwil                  | 699                                | 4.79        |
| Berken                   | Berken                   | 40                                 | 1.39        |
| Bettenhausen             | Bettenhausen             | 660                                | 3.94        |
| Bleienbach               | Bleienbach               | 677                                | 5.69        |
| Busswil bei Melchnau     | Busswil bei Melchnau     | 170                                | 2.87        |
| Eriswil                  | Eriswil                  | 1 362                              | 11.36       |
| Farnern                  | Farnern                  | 205                                | 3.69        |
| Gondiswil                | Gondiswil                | 737                                | 9.37        |
| Graben                   | Graben                   | 337                                | 3.16        |
| Heimenhausen             | Heimenhausen             | 1 105                              | 5.85        |
| Herzogenbuchsee          | Herzogenbuchsee          | 6 994                              | 9.83        |
| Huttwil                  | Huttwil                  | 4 741                              | 17.24       |
| Inkwil                   | Inkwil                   | 624                                | 3.36        |
| Langenthal               | Langenthal               | 15 447                             | 17.26       |
| Lotzwil                  | Lotzwil                  | 2 514                              | 6.21        |
| Madiswil                 | Madiswil                 | 3 218                              | 23.18       |
| Melchnau                 | Melchnau                 | 1 557                              | 10.3        |
| Niederbipp               | Niederbipp               | 4 524                              | 17.37       |
| Niederönz                | Niederönz                | 1 641                              | 2.8         |
| Oberbipp                 | Oberbipp                 | 1 661                              | 8.47        |
| Ochlenberg               | Ochlenberg               | 573                                | 9.87        |
| Oeschenbach              | Oeschenbach              | 241                                | 3.9         |
| Reisiswil                | Reisiswil                | 188                                | 2.01        |
| Roggwil                  | Roggwil                  | 3 928                              | 7.79        |
| Rohrbach                 | Rohrbach                 | 1 413                              | 4.09        |
| Rohrbachgraben           | Rohrbachgraben           | 394                                | 6.48        |
| Rumisberg                | Rumisberg                | 470                                | 5.15        |
| Rütschelen               | Rütschelen               | 571                                | 3.98        |
| Schwarzhäusern           | Schwarzhäusern           | 501                                | 3.79        |
| Seeberg                  | Seeberg                  | 1 504                              | 16.79       |
| Thörigen                 | Thörigen                 | 1 090                              | 4.52        |
| Thunstetten              | Thunstetten              | 3 258                              | 9.65        |
| Ursenbach                | Ursenbach                | 911                                | 9.87        |
| Walliswil bei Niederbipp | Walliswil bei Niederbipp | 224                                | 9.87        |
| Walliswil bei Wangen     | Walliswil bei Wangen     | 578                                | 9.87        |
| Walterswil               | Walterswil               | 524                                | 7.91        |
| Wangen an der Aare       | Wangen an der Aare       | 2 274                              | 5.23        |
| Wangenried               | Wangenried               | 431                                | 2.91        |
| Wiedlisbach              | Wiedlisbach              | 2 270                              | 7.5         |
| Wynau                    | Wynau                    | 1 620                              | 5.09        |
| Wyssachen                | Wyssachen                | 1 169                              | 11.7        |
|                          | Total                    | 79 928                             | 331.04      |